# Kuito
Kuito – miasto w środkowej Angoli, na wyżynie Bije, ośrodek administracyjny prowincji Bié. Liczy 114,3 tys. mieszkańców. W mieście znajduje się port lotniczy Kuito.